# سیارک ۵۲۷۳
سیارک ۵۲۷۳ (به انگلیسی: 5273 Peilisheng، نامگذاری:1982DQ6) پنج هزار و دویست و هفتاد و سومین سیارک کشف شده‌است که در ۱۶ فوریه ۱۹۸۲ کشف شد.
قدر مطلق سیارک برابر ۲۱.۴ است.